# Сргаші
Сргаші (словен. Srgaši) — поселення в общині Копер, Регіон Обално-крашка, Словенія. Висота над рівнем моря: 173,4 м.